# Chrysina optima
Chrysina optima es una especie de escarabajo del género Chrysina, familia Scarabaeidae. Fue descrita científicamente por Bates en 1888.
Especie nativa de la región neotropical. Habita en Costa Rica.